# District de Wuchang
Pour les articles homonymes, voir Wuchang.
Wuchang (chinois : 武昌区 ; pinyin : wǔchāng qū ; EFEO : Wou-tch'ang) est un district du centre de la ville sous-provinciale de Wuhan. Il est situé sur la rive droite du Yangzi Jiang. Avant d'être intégrée à Wuhan, Wuchang était une ville indépendante.
La ville est citée sous le nom de Ou Tchan Fou ou de Ou Tchang Fou (武昌府, wǔchāng fǔ, « préfecture de Wuchang ») dans les récits missionnaires du XIXe siècle. C'est le lieu du martyre de François-Régis Clet et Jean-Gabriel Perboyre.
Le 10 octobre 1911, le soulèvement de Wuchang a marqué la fin de la dynastie Qing et le début de la République de Chine.

## Transports
La gare de Wuchang est avec celles de Wuhan et d'Hankou, une des trois gares ferroviaires de Wuhan.
Différentes lignes de métro et de bus parcourent le district.

## Monuments
- La tour de la Grue jaune, située sur la colline du Serpent (zh) ;
- Le musée de la révolution de 1911 (辛亥革命博物馆) ;
- Le lac de l'Est.